# Pointe Saint-Gildas
Pour les articles homonymes, voir Saint-Gildas (homonymie).
La pointe Saint-Gildas (Beg Gweltaz en breton) est une pointe rocheuse située sur la Côte de Jade, à l'extrême ouest du Pays de Retz, sur la commune de Préfailles (Loire-Atlantique).

## Toponyme
Elle doit son nom actuel à saint Gildas qui y aurait débarqué au VIe siècle. Elle était anciennement dénommée « Terra de Chevesché », « pointe de Chevesché » ou « pointe de Chevêché » jusqu'en 1750. Le terme Chevesché est une déformation de chevecier-chef, qui désignait naguère en langue ecclésiastique celui qui surveillait le chevet d'une église et qui, par extension, avait la garde du trésor. Ce dignitaire religieux qui percevait les revenus d'une abbaye (ici en l'occurrence celle de Pornic), logeait dans une chefferie.

## Activités
Lieux de villégiature estivale (300.000 visiteurs par an), les pointes accueillent quelques équipements destinés aux vacanciers. Ainsi on y trouve :
- un port abritant bateaux de pêche et de plaisance (250 mouillages dont 3 pour les bateaux de pêche), géré par la commune ;
- une école de voile municipale ;
- une base nautique de motomarine ;
- un espace muséographique abrité dans l'ancien sémaphore transformé en phare au milieu du XXe siècle, aujourd'hui automatisé ;
- des hôtels, des campings, et des restaurants.

## Seconde Guerre mondiale
La curiosité principale du site, c'est les quelques blockhaus datant de la Seconde Guerre mondiale qui parsèment la lande. Ils faisaient partie de la forteresse de la pointe Saint-Gildas dont le quartier général se trouvait dans des blockhaus souterrains, situés à l'emplacement actuellement occupé par le camping.
Dès 1940, les troupes allemandes, pour mener à bien la guerre sous-marine, décident d'implanter une base sous-marine importante à Saint-Nazaire en même temps que les défenses destinées à assurer sa protection. Cette défense était confiée au 280e M.A.A. (Marine Artillerie Abteilung), chargé d'interdire l'approche du port de Saint-Nazaire et l'embouchure de la Loire.
Le 280e M.A.A. disposait de 5 batteries dont l'une, la cinquième, sur la pointe Saint-Gildas. Cette batterie avait deux implantations, une sur la pointe Saint-Gildas armée de 4 canons de 75 mm et une batterie lourde armée de 2 canons de 240 mm situés sur le chemin de la Raize sur le côté du l'actuel camping « Eléovic ».
Ces deux canons étaient d'anciennes pièces d'artillerie sur voie ferrée utilisés au cours de la Première Guerre mondiale. L'implantation fut faite à poste fixe avec un canon en haut du chemin de la Raize et un autre à mi-chemin en descendant vers la mer. C'est à la hauteur de ce deuxième canon que se trouvait l'entrée des abris connus sous l'appellation d'« hôpital souterrain ». Ces abris constituaient en fait un réseau de blockhaus souterrains, comprenant une infirmerie, un poste de commandement radio et un poste de commandement logistique.
Ces abris sont actuellement situés sous le camping Eléovic dans la partie réservée aux mobil-homes. Le reste des baraquements, ainsi que le logement du commandant, se trouvaient à l'emplacement du camping.

## Biotope
Déclaré Réserve naturelle régionale en 2014, la pointe Saint-Gildas a récemment fait l'objet d'un important programme de réhabilitation, afin de réduire la destruction progressive du biotope par la fréquentation touristique. De nombreuses allées balisées ont été tracées et la lande a été ressemée et stabilisée.

## Galerie

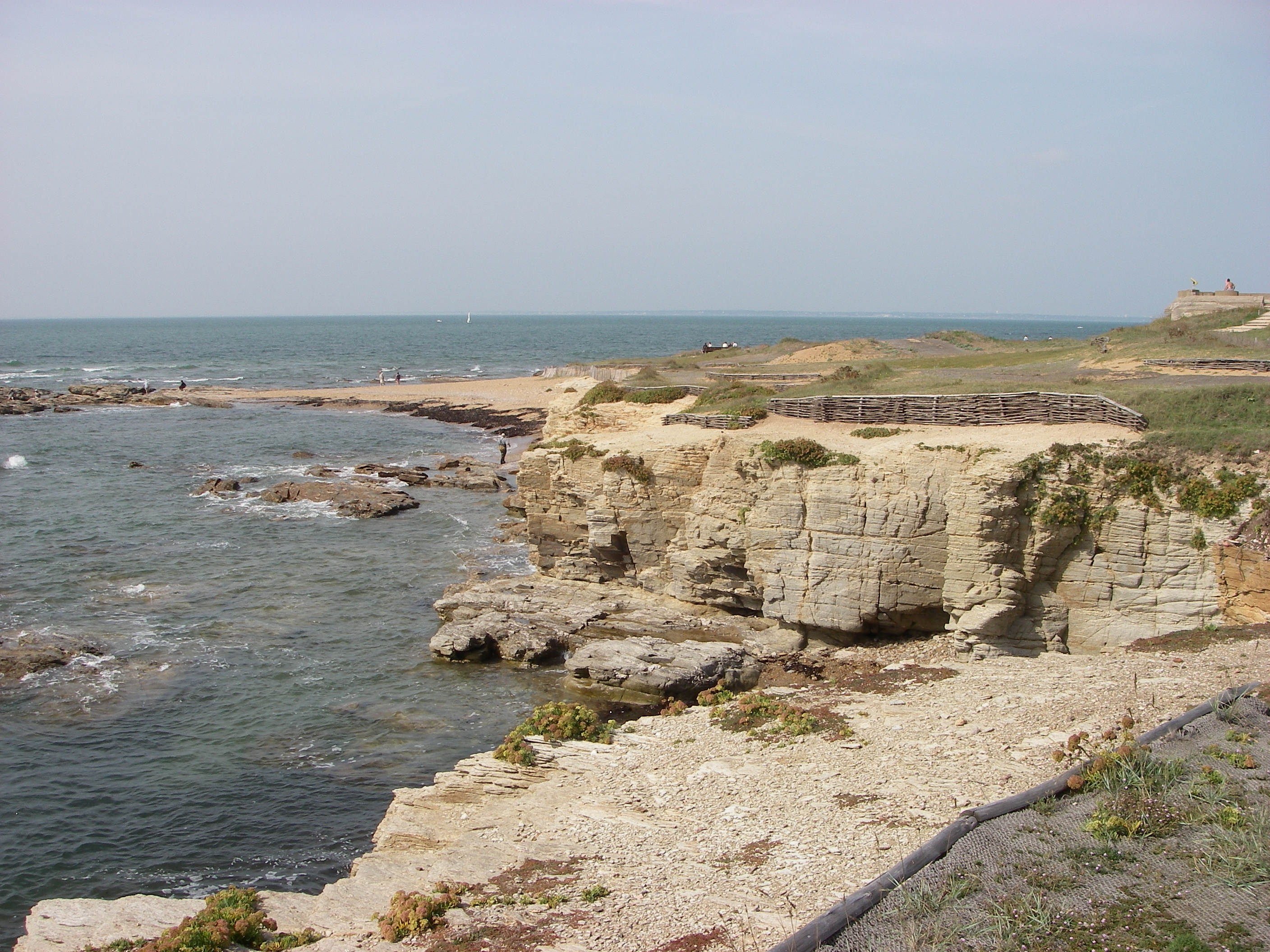
Paysage de la pointe Saint-Gildas en Loire-Atlantique.
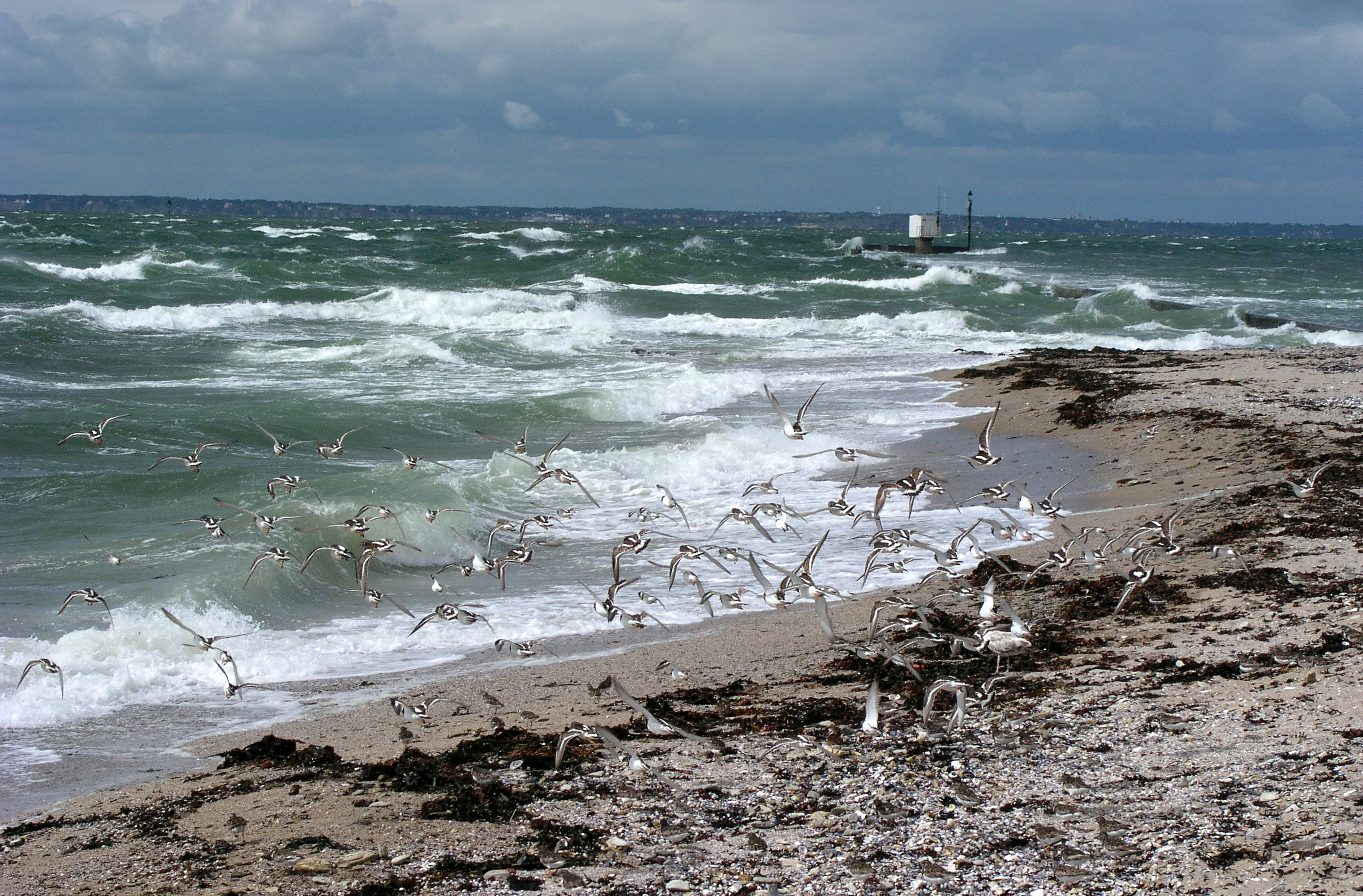
Pointe de Saint-Gildas, Préfailles, Loire-Atlantique.